# Pentagon Papers

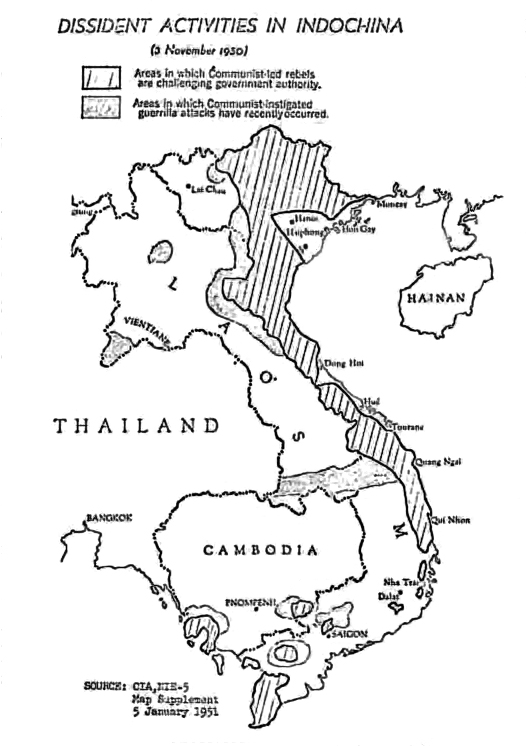
Činnost dissentu v Indočíně, podle CIA – část Pentagon Papers

Pentagon Papers je označení zprávy Ministerstva obrany USA stejného jména z dob amerického nasazení ve vietnamské válce, resp. politického skandálu kolem jejího zveřejnění v deníku The New York Times v roce 1971. Oficiální název zprávy byl United States – Vietnam Relations, 1945–1967: A Study Prepared by the Department of Defense („Vztahy Spojených států a Vietnamu, 1945–1967: Studie připravená Ministerstvem obrany“).

## Kontext
17. června 1967 založil tehdejší ministr obrany USA, Robert McNamara, „Vietnam Study Task Force“ – skupinu, jíž bylo přiděleno vypracování studie o Vietnamu z kontextu Vietnamské války. McNamara to zdůvodnil úmyslem sepsat encyklopedické dějiny této války. Skupina měla 36 analytiků – polovina z armády, polovina z řad civilních historiků a akademiků. Vedli je John McNaughton, Morton H. Halperin a Leslie H. Gelb. Pentagon Papers byly dokončeny a po McNamarově odchodu z ministerstva v roce 1968 odevzdány jeho následovníkovi, Clarku M. Cliffordovi, dne 15. ledna 1969 (5 dní před inaugurací prezidenta Richarda Nixona). Práce čítala cca 3000 stran analýz a 4000 stran původních vládních dokumentů. Byla vyhotovena v 15 kopiích o 47 svazcích a označena přídomkem Sensitive (citlivé – nejednalo se o konvenční úroveň „tajnosti“ ale spíše vyjádření obavy, že zveřejnění zprávy by postavilo oficiální místa do trapné situace).

## Zveřejnění
Studie „Pentagon Papers“ (proti vůli tehdejší administrativy) vyšly na veřejnost snahou tehdy 40letého Daniela Ellsberga, který se v roce 1969 dostal do analytické skupiny pověřené jejím vypracováním. Od října téhož roku se mu podařilo (za pomoci Anthony Russoa) postupně zfotokopírovat 43 z 47 jejích svazků a po marném jednání s několika lidmi z vlády (mezi nimi i Henry Kissingerem) začal v únoru 1971 jednat s reportérem Neilem Sheehanem z New York Times o zveřejnění výňatků v tomto deníku, ke kterému poprvé došlo 13. června toho roku. Ke zveřejnění podstatné části studie čítající 4100 stran došlo přičiněním senátora Mikea Gravela (poněkud složitějším způsobem, pomocí vládního výboru, jenž vedl, a následováno slyšením na půdě Senátu a soudním případem, který s uplatněním principu svobody projevu de facto zajistil dekriminalizaci čtení „Pentagon Papers“).
13. června 2011 byly Pentagon Papers kompletně odtajněny (včetně 11 slov, které měly původně zůstat nezveřejněny) a zveřejněny v několika hlavních knihovnách a archivech Spojených států amerických. V nedávné minulosti některá světová média Pentagon Papers a Daniela Ellsberga připomněli jako precedens ke kauze úniku citlivých diplomatických kabelogramů a jejich zveřejnění na WikiLeaks, ze kterého byla obviněna Bradley Manning (Ellsberg nebyl za zveřejnění Pentagon Papers obviněn, odsouzen ani vězněn).

## Výňatky
Studie odhalila, že Spojené státy schválně rozšířily válku do Kambodže a Laosu, eskalovaly konflikt o pobřežní přepady a útoky námořní pěchoty v Severním Vietnamu, z čehož nic nebylo publikováno v amerických zpravodajských médiích.
Asi nejbolestnější bylo odhalení v tom, že všechny čtyři americké garnitury zmíněného období (1945–1967), od Trumana k Johsonovi, podváděly americkou veřejnost (resp. byl značný rozdíl v tom, co jí tvrdily, a co skutečně dělaly). Například administrativa Johna Fitzgeralda Kennedyho měla v úmyslu svrhnout jihovietnamského vůdce Ngô Ðình Diệma, Johnson se rozhodl válku rozšířit, přestože ve své prezidentské kampani z roku 1964 hlásal pravý opak. V kampani sbíral politické body osočováním svého tehdejšího oponenta o úřad, Barryho Goldwatera, z úmyslu bombardovat Severní Vietnam a přitom toto bombardování ještě před kampaní sám plánoval.
Jiným z příkladů je oběžník ministerstva obrany, uvádějící důvody, proč by Američané měli zůstat vojensky přítomni ve Vietnamu:
- 70 % – aby odvrátili ponižující porážku
- 20 % – aby nenechali Severní Vietnam a přilehlá území padnout do rukou Číny
- 10 % – aby umožnili lidem Jižního Vietnamu těšit se lepšímu a svobodnějšímu životu
- taktéž proto – aby povstali z této krize bez pošpinění ohledně metod, ke kterým přikročili
- nikoli proto – aby „pomohli příteli“,

## Odraz v kultuře
- Akta Pentagon: Skrytá válka – americko-britský film z roku 2017, režie Steven Spielberg